# Isaac Wilson
Isaac Wilson (* 25. Juni 1780 in Middlebury, Vermont; † 25. Oktober 1848 in Batavia, Illinois) war ein US-amerikanischer Politiker. In den Jahren 1823 und 1824 vertrat er den Bundesstaat New York im US-Repräsentantenhaus.

## Werdegang
Über die Jugend und Schulausbildung von Isaac Wilson ist nichts überliefert. Während des Britisch-Amerikanischen Krieges von 1812 war er Hauptmann einer Kavallerieeinheit der amerikanischen Streitkräfte. Danach zog er in das Genesee County im Staat New York. Politisch wurde er Mitglied der Demokratisch-Republikanischen Partei. In den Jahren 1816 und 1817 saß er in der New York State Assembly; von 1818 bis 1821 gehörte er dem Staatssenat an. Zwischen 1821 und 1823 war er Bezirksrichter im Genesee County.
Bei den Kongresswahlen des Jahres 1822 wurde Wilson im damals neu eingerichteten 29. Wahlbezirk von New York in das US-Repräsentantenhaus in Washington, D.C. gewählt, wo er am 4. März 1823 sein neues Mandat antrat. Das Wahlergebnis von 1822 wurde aber von seinem Gegenkandidaten Parmenio Adams angefochten. Als diesem Widerspruch stattgegeben wurde, musste Wilson am 7. Januar 1824 sein Mandat an Adams abtreten.
Zwischen 1830 und 1836 war Isaac Wilson erneut Richter im Genesee County. Danach zog er nach  Illinois, wo er den Ort Batavia gründete, der heute zum Großraum Chicago gehört. Von 1841 bis 1846 fungierte er als Posthalter in Batavia. Dort ist er am 25. Oktober 1848 auch verstorben.